# Monte Dayton
Il Monte Dayton (in lingua inglese: Mount Dayton) è un picco roccioso antartico pressoché privo di ghiaccio che si innalza fino a circa 1.420 m, situato sul fianco settentrionale del Ghiacciaio Amundsen, 9 km a ovest del Monte Goodale. 

## Geografia
È posizionato nelle Hays Mountains, catena montuosa che fa parte dei Monti della Regina Maud, in Antartide. 
Il monte fu mappato nel 1928-30 dalla spedizione antartica dell'esploratore polare americano Richard Evelyn Byrd sulla base di ispezioni in loco e di fotografie aeree.

## Onomaturgia
La denominazione è stata assegnata dall'Advisory Committee on Antarctic Names (US-ACAN) in onore di Paul Kuykendall Dayton III. (n. 1941), biologo presso la Stazione McMurdo durante l'inverno 1964.